# Prüfungen
Prüfungen (Originaltitel: Coming of Age) ist die 19. Episode der ersten Staffel der US-amerikanischen Science-Fiction-Fernsehserie Raumschiff Enterprise – Das nächste Jahrhundert. Sie wurde in den Vereinigten Staaten über Syndication vermarktet und erstmals am 14. März 1988 auf verschiedenen Fernsehsendern ausgestrahlt. In Deutschland war sie zum ersten Mal am 2. März 1991 in einer synchronisierten Fassung im ZDF zu sehen.

## Handlung
Im Jahr 2364 bei Sternzeit 41416.2 fliegt die Enterprise nach Relva VII. Dort soll Wesley Crusher eine Aufnahmeprüfung für die Sternenflottenakademie absolvieren. Zugleich kommen Admiral Gregory Quinn und sein Assistent Dexter Remmick an Bord, um eine Untersuchung durchzuführen. Über deren Grund hält sich Quinn bedeckt. Er erklärt Captain Picard lediglich, dass an Bord der Enterprise etwas nicht stimmt und dass seine Besatzung uneingeschränkt mit Remmick zusammenarbeiten soll.
Kurz vor seiner Abreise tröstet Wesley noch seinen Freund Jake Kurland, der bei dem Aufnahmetest durchgefallen ist. Auf dem Planeten angekommen macht sich Wesley mit den anderen drei Kandidaten und dem Prüfer Lieutenant Chang bekannt. Chang erklärt ihnen, dass nur einer von ihnen für die Akademie zugelassen wird. Es folgt ein erster Test, bei dem Wesley ziemlich gut abschneidet. Dennoch hat er Zweifel, ob er weiterkommt, denn er fürchtet sich vor allem vor dem anstehenden Psychotest, bei dem man sich seiner größten Furcht stellen muss. Neuen Mut schöpft er im Gespräch mit Lieutenant Worf, der ihm gesteht, dass selbst er als scheinbar unerschrockener Klingone Furcht empfindet. Entscheidend sei, wie man mit ihr umgeht.
Auf der Enterprise beginnt Remmick derweil mit Befragungen der Führungsoffiziere. Der erste Offizier Riker ist erst sehr reserviert, muss sich dann aber doch Remmicks Autorität beugen. Nach Riker werden auch Lieutenant La Forge und Counselor Troi befragt. Stets drehen sich Remmicks Fragen dabei um die Führungsqualitäten von Picard. Plötzlich registriert Sicherheitschefin Yar einen unautorisierten Start eines Shuttles. Der Pilot ist Jake Kurland. Enttäuscht über sein Versagen traut er sich nicht, seinem Vater unter die Augen zu treten. Er will deshalb die Enterprise verlassen und auf einem Frachtschiff anheuern. In einem unachtsamen Moment verliert Kurland die Kontrolle über das Shuttle, das nun auf Relva VII zusteuert und in der Atmosphäre zu verglühen droht. Picard schafft es jedoch, ihm genaue Fluganweisungen zu geben, sodass das Shuttle von der Atmosphäre abprallt und sicher zur Enterprise zurückkehren kann.
Wesley und einer seiner Mitbewerber, der Benzite Mordock, haben derweil eine Begegnung mit einem sehr unfreundlichen Mann. Die Situation entspannt sich erst, als Wesley ebenfalls mit Unfreundlichkeit reagiert, denn er identifiziert den Mann als einen Zaldaner. Dieses Volk sieht Höflichkeit als verlogen an. Lieutenant Chang kommt hinzu und beglückwünscht Wesley, denn er hat soeben einen unangekündigten Test bestanden. Es folgt ein weiterer Test, bei dem Mordock anfangs Probleme hat, dann aber mit Wesleys Hilfe am besten abschneidet.
Remmick setzt seine Befragungen fort und kommt schließlich auch zu Picard. Da nach wie vor völlig unklar ist, welchem Zweck die Fragen dienen, bricht Picard die Unterredung schließlich ab und fordert von Quinn eine Erklärung. Remmick hat inzwischen seinen Bericht abgeschlossen und teilt Quinn mit, dass er auf der Enterprise kein Problem feststellen konnte. Das Schiff sei vielmehr vorbildlich geführt und unter der Besatzung herrsche eine starke Verbundenheit. Remmick äußert sogar den Wunsch, hier Dienst tun zu dürfen. Nun kann Quinn endlich offen zu Picard sein. Er erklärt ihm, die Untersuchung sei nötig geworden, da es in letzter Zeit zu zahlreichen merkwürdigen Entscheidungen auf mehreren hochrangigen Posten der Sternenflotte gekommen ist. Es scheint eine Verschwörung im Gange zu sein, um die Föderation zu zerstören, doch ob sie von innen oder von außen kommt, sei Quinn noch unklar. Er plant daher, wichtige Schlüsselpositionen mit absolut vertrauenswürdigen Leuten zu besetzen. Picard will er zum Admiral befördern und zum Kommandanten der Sternenflottenakademie machen. Picard erbittet sich Bedenkzeit.
Auf Relva VII muss sich Wesley nun dem Psychotest stellen. Er wird in einen Raum geführt, wo man ihn zunächst warten lässt. Plötzlich hört er von draußen einen Knall. Er geht auf den Gang und hört Hilfeschreie aus einem benachbarten Umweltlabor. Da niemand sonst in der Nähe ist, eilt er zu Hilfe. Offenbar hat es einen Unfall gegeben und Gas strömt aus einer gebrochenen Leitung. Ein Mann ist unter dem Rohr eingeklemmt und sagt, seine Beine seien gebrochen. Ein zweiter Mann kauert vor Angst erstarrt im hinteren Teil des Raums. Eine Computerstimme weist auf die bevorstehende Versiegelung des Labors hin. Wesley bleibt nicht genug Zeit, um beide Männer zu retten. Er muss eine Entscheidung treffen und zieht schließlich den ersten Mann aus dem Raum. Im Gang wartet plötzlich Lieutenant Chang auf ihn und offenbart, dass dieser Unfall nur gestellt war und es sich um Wesleys Psychotest handelte. Wesley hat bestanden, doch bei der Gesamtauswertung hat Mordock am besten abgeschnitten. Der hält das für unfair, denn er hat Hilfe von Wesley erhalten. Chang hält jedoch an der Bewertung fest und ermutigt die anderen, sich nächstes Jahr erneut zu bewerben.
Enttäuscht kehrt Wesley auf die Enterprise zurück. Dort gesteht ihm Picard im Vertrauen, dass auch er bei seinem ersten Test durchgefallen war. Den zweiten hat er allerdings bestanden und das erwartet er auch von Wesley. Anschließend teilt Picard Quinn mit, dass er sich entschieden hat, die Beförderung abzulehnen. Er sieht seinen Platz auf der Enterprise, doch er versichert dem Admiral seine Hilfe, wenn er sie braucht.

## Verbindungen zu anderen Star-Trek-Produktionen
Remmick nimmt bei seiner Untersuchung Bezug auf Ereignisse aus den Folgen Gedankengift, Der Reisende, Das Gesetz der Edo und Die Schlacht von Maxia.
Einige Elemente aus dieser Folge wurden in späteren Star-Trek-Produktionen wieder aufgegriffen:
- Die ebenfalls 1988 erschienene Folge 1.25 (Die Verschwörung) von Raumschiff Enterprise – Das nächste Jahrhundert baut inhaltlich auf den Ereignissen aus Prüfungen auf.
- In Folge 2.17 (Das Herz eines Captains) von 1989 legt Wesley seine Wiederholungsprüfung für die Aufnahme an der Sternenflottenakademie ab.
- Die Benziten haben hier ihren ersten Auftritt. Diese Spezies war später noch in einer weiteren Folge von Raumschiff Enterprise – Das nächste Jahrhundert sowie in mehreren Folgen von Star Trek: Deep Space Nine, Star Trek: Enterprise und Star Trek: Lower Decks zu sehen.
- Auch die Zaldaner sind hier erstmals zu sehen. Sie wurden später in einer Folge von Star Trek: Discovery erwähnt und hatten Auftritte in mehreren Folgen von Star Trek: Lower Decks.
- Rondon nennt Wesley unter anderem einen „Mellanoiden Schleimwurm“. Dieses Wesen wurde erstmals 2021 in der animierten Serie Star Trek: Prodigy gezeigt. Hier ist Murf, eine der Hauptfiguren, ein Mellanoider Schleimwurm.

## Produktion

### Drehbuch
Mit dieser Folge löste Maurice Hurley Gene Roddenberry als Showrunner der Serie ab.
In dieser Folge wurden erstmals zwei vollkommen unterschiedliche Handlungsstränge parallelisiert: Wesleys Prüfung und Admiral Quinns Untersuchung führten gleichermaßen unerwartet zu einem negativen Endergebnis, dem Nichtbestehen des Tests durch Wesley und Picards Absage an Quinn.
Hannah Louise Shearer nahm noch mehrere Änderungen an Sandy Fries’ Drehbuchfassung vor, erhielt hierfür aber keine Nennung in den Credits der Folge.

### Regie
Für Mike Vejar war dies die erste Regiearbeit im Star-Trek-Franchise und auch die einzige für die Serie Raumschiff Enterprise – Das nächste Jahrhundert. Er inszenierte später noch zahlreiche Folgen von Star Trek: Deep Space Nine, Star Trek: Raumschiff Voyager und Star Trek: Enterprise.

### Darsteller
Ward Costello und Robert Schenkkan spielten in Folge 1.25 (Die Verschwörung) von Raumschiff Enterprise – Das nächste Jahrhundert erneut Gregory Quinn und Dexter Remmick.
John Putch, Darsteller von Mordock, spielte auch den Benziten Mendon in Folge 2.08 (Der Austauschoffizier) von Raumschiff Enterprise – Das nächste Jahrhundert und einen Journalisten im Spielfilm Star Trek: Treffen der Generationen.
Robert Ito, Darsteller von Lieutenant Chang, spielte auch John Kim, den Vater von Harry Kim, in Folge 7.20 (Die Veröffentlichung) von Star Trek: Raumschiff Voyager.
Daniel Riordan, Darsteller von Rondon, spielte auch einen bajoranischen Sicherheitsmann in Folge 1.15 (Mulliboks Mond) von Star Trek: Deep Space Nine und den Klingonen Duras in zwei Folgen von Star Trek: Enterprise.

### Kulissen
Das von Dan Curry angefertigte Matte Painting, das für die Außenansicht der Station auf Relva VII verwendet wurde, stammt ursprünglich aus der 1979–1981 produzierten Serie Buck Rogers.

### Modelle
Prüfungen ist die erste Folge der Serie, in der ein Shuttle zu sehen ist.

## Rezeption
Die Folge wurde 1988 für einen Primetime Emmy Award in der Kategorie „Beste Leistung im Make-up für eine Serie“ nominiert.
Keith DeCandido bewertete Prüfungen 2011 auf tor.com als eine recht mittelmäßige Folge, die angenehm zu schauen ist, aber auch keine wirklichen Überraschungen bereithält. Wil Wheaton hatte hier laut DeCandido einen seiner besten Auftritte in der ersten Staffel der Serie. Auch die anderen Rollen seien gut gespielt, die Rolle des Dexter Remmick sei aber allzu klischeehaft angelegt. Den Handlungsstrang um Jake Kurland fand DeCandido weitgehend überflüssig. Da Picard und Wesley Hauptfiguren sind, war für ihn außerdem von vornherein klar, dass die beiden am Ende der Folge nicht die Enterprise verlassen werden, um zur Akademie zu gehen.